# Achy Breaky Heart
«Achy Breaky Heart» (с англ. — «Хрупкое разбитое сердце») — песня американского кантри-певца Билли Рэй Сайруса, вышедшая в качестве 1-го сингла с его дебютного студийного альбома Some Gave All (1992). Он стал первым синглом, получившим 3-кратный платиновый статус в Австралии и стал бестселлером Австралии в 1992 году. Сингл достиг первого места в кантри-чарте Hot Country Songs, третьего в британском UK Singles Chart и четвёртого в американском чарте Billboard Hot 100. Он стал первым кантри-синглом, получившим платиновый статус в США, впервые после «Islands in the Stream» (1983) в исполнении Кенни Роджерса и Долли Партон.
Песня получила две номинации на «Грэмми»: Запись года и Лучшее мужское вокальное кантри-исполнение.

## История
Песню Achy Breaky Heart сочинил в 1990 году Дон Фон Тресс (Don Von Tress) из Cypress Inn, Tennessee (штата Теннесси) в 1990, по его словам, «просто чтобы дурачиться на гитаре и драм-машине».
Первоначально песня должна была быть записана кантри-группой The Oak Ridge Boys в начале 1990-х, но группа решила не записывать её после того, как солист Duane Allen сказал, что ему не нравятся слова «achy breaky». Затем она была записана в 1991 году под названием «Don’t Tell My Heart» группой The Marcy Brothers (на их последнем альбоме 1991 года), хотя версия этого кантри-трио содержала изменённый текст.
Благодаря видеоклипу Билли Рэй Сайруса многие начали танцевать под эту популярную мелодию, что стало повальным увлечением и темой мейнстрима.
В 2008 году канал CMT включил клип песни в список 100 Лучших видеоклипов (№ 23 в CMT’s 100 Greatest Videos, 2008), а журнал Blender включил песню в список самых худших мелодий всех времён (№ 2 в 50 Worst Songs Ever). В 2002 году Шелли Фабиан из About.com включил песню в Список 500 Лучших кантри-песен (№ 249 в Top 500 Country Music Songs). В 2007 году песня вошла в список 100 самых значимых песен канала VH1 1990-х годов (№ 87 в VH1’s 100 Greatest Songs of the '90s). Отзыв от журнала Cash Box был положительным, но с утверждением, что «песня хорошая, но его исполнение будет держать вас в напряжении».
Несмотря на изначально критические рецензии, песня стала культовой классикой, в которой для своего последнего альбома под названием «Set The Record Straight» Сайрус записал обновленную версию песни.

## Другие версии и каверы
- Группа Alvin and the Chipmunks в 1992 году исполнили песню Chipmunks in Low Places. Эта версия, в которой присутствуют партии в исполнении самого Билли Рэя, достигла 71-го места в чарте Hot Country Songs журнала «Billboard», став первой их записью в чарте «Billboard» за 32 года. В Австралии эта версия достигла 61-го места в начале 1993 года[17]
- Шведская певица Kikki Danielsson записала кавер на песню с текстами на шведском языке от Микаэля Вендта и Кристера Лунда, под названием «En allra sista chans» на её альбоме 1993 года Jag ska aldrig lämna dig[18].
- Машина времени — песня 2022 года «Часы», музыка песни очень похожа, официально автор музыки: Андрей Макаревич.[19]

## Список композиций
CD maxi
1. «Achy Breaky Heart» — 3:24
2. «I’m So Miserable» — 4:00
3. «Wher’m I Gonna Live?» — 3:29

## Чарты

### Версия Billy Ray Cyrus
| Чарт (1992—1993)                   | Высшая позиция |
| ---------------------------------- | -------------- |
| Австралия (ARIA)                   | 1              |
| Австрия (Ö3 Austria Top 40)        | 6              |
| Бельгия/Фландрия (Ultratop 50)     | 6              |
| Канада (RPM Adult Contemporary)    | 5              |
| Канада (RPM Country Tracks)        | 1              |
| Канада (RPM Top Singles)           | 4              |
| Denmark (IFPI)                     | 5              |
| Франция (SNEP)                     | 11             |
| Германия (GfK)                     | 27             |
| Ирландия (IRMA)                    | 2              |
| Швейцария (Schweizer Hitparade)    | 22             |
| Нидерланды (Dutch Top 40)          | 23             |
| Новая Зеландия (Recorded Music NZ) | 1              |
| Великобритания (OCC UK Singles)    | 3              |
| США (Billboard Hot 100)            | 4              |
| США (Billboard Adult Contemporary) | 23             |
| США (Billboard Hot Country Songs)  | 1              |

| Годовой итоговый чарт (1992)           | Позиция |
| -------------------------------------- | ------- |
| Australia (ARIA)                       | 1       |
| Canada Adult Contemporary Tracks (RPM) | 54      |
| Canada Country Tracks (RPM)            | 1       |
| New Zealand                            | 1       |
| US Billboard Hot 100                   | 15      |
| US Country Songs (Billboard)           | 2       |

| Чарт (1992—1993)                     | Высшая позиция |
| ------------------------------------ | -------------- |
| UK Singles (Official Charts Company) | 53             |
| США (Billboard Hot Country Songs)    | 71             |

## Продажи и сертификации
| Страна         | Сертификации | Продажи   |
| -------------- | ------------ | --------- |
| Австралия      | 3× Platinum  | 210,000   |
| Великобритания | Silver       | 200,000   |
| США            | Platinum     | 1,000,000 |